# Кинеска соба
Кинеска соба је мисаони експеримент осмишљен од стране филозофа Џона Серла. Кинеска соба је намењена да покаже да људска бића поседују свест која може да произађе само из људског ума, а не из машине која извршава програм. Циљ експеримента је да оспори филозофску позицију коју је Серл именовао "јака ВИ (вештачка интелигенција)" и дефинисао као:
Прикладно програмиран програм са одговарајућим улазима и излазима би самим тим имао ум на исти начин као што људи имају ум.
Да би оспорио ову позицију Серл описује аргумент: "Замислите да сам закључан у соби ... и да не разумем Кинески ни рукопис ни говор." Он даље замишља да има правила на Енглеском (кој разуме) "која ми омогућавају да направим корелацију између једне групе формалних симбола са другом групом формалних симбола ... где формалних значи да те симболе могу да препознам само по облику." помоћу ових правила он је у могућности да на питања написана на Кинеском може да да одговоре исто написане на Кинеском тако да они који му постављају ова питања и који разумеју Кинески буду убеђени да и он разуме Кинески. Серл тврди да иако је то довољно да он прође Тјурингов тест то не значи да он разуме Кинески или да је свестан ситуације у којој се налази. Серл тврди да све што он ради у овом примеру је исто што и процесор ради у компјутеру (т.ј. сет операција над синтактичким елементима). Серл тврди да је централна карактеристика која разликује њега и машину Свест. Према Серлу: "[на посматрачки релативан начин] све укључујући и људе се може назвати компјутером, али бити компјутер у посматрачки релативном смислу није карактеристика објекта већ карактеристика наше интерпретације физике феномена." Док у посматрачки независном начину људи поседују свест за разлику од компјутера.
Серлов аргумент се први пут појавио у јавности 1980.те године у папиру Умови, Мозгови и Програми објављеном у научном часопису Науке Понашаља и Мозга.
На питање да ли је могуће да ће људи створити машину која има не само интелигенцију већ и свест, Серл сматра да није док се не схвати како људски мозак ради.

## Историја
Лајбниц је користио мисаони експеримент ширења мозга док није постао величине млина у тексту Монадологија написаном 1714. Његов закључак је био да се "ум" способан перцепције не може направити само коришћењем механичких процеса.

## Филозофија
Иако је аргумент Кинеске собе првобитно представљен као реакција на изјаве истраживача ВИ(вештачке интелигенције), филозофи су дошли да га виде као важан део филозофије ума. То је изазов функционализму (филозофија ума) и компјутационој теорији ума, и односи се на проблеме: ум - тело проблем, проблем других умова и тежак проблем свести.
Серлов биолошки натурализам и јака ВИ(вештачка интелигенција) се противе Картезијанском дуализму. Идеја дуализма је да су мозак и ум направљени од различитих супстанци. Односно да физичка струкура и материјал који чини мозак сачињавају интелигенцију. Док је "душа" неопходан други аспекат за појаву свести.
Серл одбија детерминизам тврдећи да не би било смисла да еволуциона биологија створи свест за рационално доношење одлука ако је свест не потребна за опстанак. Детерминизам је филозофски правац који сматра да је све што постоји повезано узрочно-последичним везама.
Серл такође одбија Компатибилизам. Према компатибилизму слободна воља и детерминизам нису у супротности, јер рећи да особа има слободну вољу само значи да тежње те особе произилазе из њих самих, а не из неког екстерног фактора.

## Тјуринг тест
Тјуринг тест је осмишљен од стране Алана Турина 1950. Први пут објављен у папиру "Компјутациона машинерија и интелигенција". Турин почиње папир са реченицом "Ја предлажем да размотримо питање 'Да ли машине могу да размишљају'.".
Серл тврди да турингов тест не може да утврди да ли је компјутер свестан. Односно да два система могу да прођу турингов тест иако један од њих није свестан.
Серл: "Ако би закључили да у мени постоји свест на основу улаза и излаза и тога да између постоји програм онда се испоставља да ће велики број несвесних ситема да се покаже као свесни."
Серл такође истиче да су резултати туринговог теста зависни од тога ко поставља тај тест. Серл тврди да ако је процесовање информација довољно за свест онда "постоји ниво на ком се може описати да мој стомак врши процесовање информација ... пошто не постоји принципијалан начин да се распозна разлика мотивације за изјаву 'Кинеска соба разуме' од мотивације за изјаву 'стомак разуме'."
Серл тврди да када он уради неку математичку операцију (на пример 1+1=2) смисао у коме је он то урадио је "независан од посматрача" док када дигитрон уради ту исту математичку операцију све што се догађа је "сет електронских промена стања које су дизајниране да би смо их ми интерпретирали". Упркос томе то не значи да је функција тог калкулатора епистемично субјективна. Серл тврди да иако се може рећи да он поседује већу интелигенцију од свог пса исто тако се не може поредити његова интелигенција од оне коју испољава компјутер пошто "агент који производи посматрачки релативан феномен није и сам посматрачки релативан". Кинеска соба се разликује од туринговог теста у томе што је турингов тест искључиво заинтересован за спољно понашање испитаника док Кинеска соба сугестира да је за "истинску" свест неопходно дубље разумевање.

## Комплетан аргумент
Формална дефиниција аргумента издата 1990 у часопису Scientific American. Најконтроверзнији део је А3 кој покушава да докаже аргумент:
(А1) Програми су формални (синтактички).
Програм користи синтаксу да манипулише симболе и не обраћа пажњу на семантику симбола. Програм зна где да стави симболе и како да их помера, али не зна за шта се залажу за или шта они значе. За програм, симболи су само физички објекти попут било којихх других.
(А2) Умови имају ментални садржај(семантику).
За разлику од симбола кориштених у програму, наше мисли имају значење: они представљају ствари и ми знамо шта те ствари представљају.
(А3) Синтакса само по себи није ни конститутиван део нити довољна за семантику.
Ово је оно што кинески соба мисаони експеримент има за циљ да докаже: Кинеска соба има синтаксу (јер постоји човек који је помера симболе). Кинеска соба нема семантику (јер, према Серлу, не постоји нико или ништа у соби да разуме шта симболи значе). Стога, имајући синтаксу није довољно да се створи семантика.
(C1) Програми нису ни конститутиван део нити довољни за умове.
Ово би требало пратити без контроверзности из прва три: Програми немају семантику. Програми имају само синтаксу, а синтакса је недовољна за семантику. Сваки ум има семантику. Стога програми нису умови.

## Одговори

### системски одговор
Можда је најчешћи напад оно што се назива Системски Одговор. Тврдња Системског Одговора је да, иако човек у соби не разуме кинески, он није цео систем, он је једноставно карика у систему, као један неурон у људском мозгу (пример једног неурона је корстио Херберт Симон у нападу је на аргумент кинеске собе у јавном предавању на Универзитету у Калифорнији, Беркли). Он је централна процесорска јединица рачунарског система и ијако процесор сам по себи није у стању да разуме, цео систем је тај који разуме.
Контра аргумент се може навести на следећи начин:
Као што је одговор на питање:
Зашто човек не разуме Кинески?
Јер, човек нема начина да из синтаксе дође до семантике.
Исто тако и на питање:
Зашто цео систем, цела просторија у којој се налази човек не разуме Кинески?
Јер, цео систем у коме се налази човек, нема начина да из синтаксе спроведеног програма сам створи семантику (или намерн садржај или значење) од кинеских симбола.
Човек нема начина да разуме значење тих кинеских симбола из пословања система, али нема ни цео систем.

### више центара ума
Један од аргумената против Кинеске собе је виђење ума (мозга) сачињеног од више мањих центара тако да је сваки од њих задужен за одређену функцију свакодневног понашања (говор, присећање, праћење промена у свету,...). Сходно тој тврдњи истраживач вештачке интелигенције Марвин Мински тврди да ум (мозак) није свестан већине својих процеса. Па како би се заштитио од размишљања о себи ствара илузију свести.
Марвин Мински: "непостоји једна ствар која је свест постоји много ствари ... различити делови мозга праве различите приче и "плету" их заједно и ту се дешавају различити преговори. Свест ... је корисна реч ... јер даје име свему ономе што мозак ради и чега нисте свесни."
У својој књизи друштво ума Марвин Мински тврди да пошто се ум састоји из више делова који немају централну контролу могуће је програмирати компјутер кој би поседовао поседовао исту илузију себе коју људи имају.

### аргумент симулације и/или дуплирања
Тезејев брод је мисаони експеримент који поставља питање да ли је објекат чије се све компоненте постепено промене остаје и дање исти објекат. Овај експеримент је први документовао старогрчки историчар Плутарх у свом делу Упоредни животописи. Ово питање су пре Плутарха разматрали Хераклит и Платон.
Серл у супротности јаке ВИ нуди слабу ВИ. Према слабој ВИ, компјутери само симулирају мисао, па њихово привидно разумевање није право разумевање. У разматрању аргумента Кинеске собе, Серл тврди да постоји важна разлика између симулације и дуплирања. Серл: "Нико не би заменио компјутерске симулације о времену за време, или компјутерске симулације варења за право варење. Исто тако је озбиљна грешка помешати компјутерске симулације разумевања са разумевањем." На први поглед, ово изгледа тачно. Али се исто и јављају нова питања пошто није јасно да увек може да се направи разлику између симулације и праве ствари. Срца су биолошки органи али да ли су вештачка срца симулације срца? Или су функционални дупликати срца (т.ј. срца направљена од различитих материјала)? Такође ако је свест комплексан концепт да ли су својства вишег нивоа довољна да се створи свест тако да је могуће занемарити детаље као што су неурони.